# Blang Teue
Blang Teue is een bestuurslaag in het regentschap Lhokseumawe van de provincie Atjeh, Indonesië. Blang Teue telt 357 inwoners (volkstelling 2010).